# Ctenopoma pellegrini
Ctenopoma pellegrini är en fiskart som först beskrevs av George Albert Boulenger 1902.  Ctenopoma pellegrini ingår i släktet Ctenopoma och familjen Anabantidae. Inga underarter finns listade i Catalogue of Life.